# 雅可比符号
在数论中，雅可比符号是勒让德符号的一种推广，首先由普鲁士数学家卡尔·雅可比在1837年引进。雅可比符号在数论中的各个分支中都有应用，尤其是在计算数论的素性检验、大数分解以及密码学中有重要作用。 

## 定义
勒让德符号{\displaystyle ({\tfrac {a}{p}})}是对于所有的正整数 {\displaystyle a} 和所有的素数 {\displaystyle p} 定义的。
| {\displaystyle \left({\frac {a}{p}}\right)={\begin{cases}\;\;\,0\\+1\\-1\end{cases}}} | 如果p整除a；                                                                            |
| {\displaystyle \left({\frac {a}{p}}\right)={\begin{cases}\;\;\,0\\+1\\-1\end{cases}}} | 如果存在整数 {\displaystyle X} 使得 {\displaystyle X^{2}\equiv a{\pmod {p}}} 且p不整除a |
| {\displaystyle \left({\frac {a}{p}}\right)={\begin{cases}\;\;\,0\\+1\\-1\end{cases}}} | 如果不存在整数 {\displaystyle X} 使得 {\displaystyle X^{2}\equiv a{\pmod {p}}}          |
.
；
.
.
当{\displaystyle ({\frac {a}{p}})=1} 时，稱{\displaystyle a} 是模{\displaystyle p}的二次剩餘；当{\displaystyle ({\frac {a}{p}})=-1} 时，稱{\displaystyle a} 是模{\displaystyle p}的二次非剩餘。
运用勒让德符号计算时要将 {\displaystyle a} 分解成标准形式，计算上十分麻烦，因此产生了雅可比符号：
设 {\displaystyle m} 是一个正奇数，其质因数分解式为 {\displaystyle m=\prod _{i=1}^{s}p_{i}}，并且正整数 {\displaystyle a} 满足 {\displaystyle (m,a)=1} 那么定义{\displaystyle ({\frac {a}{m}})=\prod _{i=1}^{s}({\frac {a}{p_{i}}})}。